# داسا-زومه، بنین
داسا-زومه (به فرانسوی: Dassa-Zoumè) شهری در استان کولینس واقع در کشور بنین است که در سال ۱۹۹۲ میلادی ۱۵٬۷۶۵ نفر جمعیت داشته و جمعیت آن در سال ۲۰۰۵ میلادی به ۲۱٬۶۷۲ نفر رسیده‌است.